# الأربعون حديثا
الأربعون حديثا (بالفارسية: شرح چهل حدیث) هو كتاب من تأليف المرجع الشيعي روح الله الموسوي الخميني يستنطق فيه شرح مجموعة من أحاديث الرسول الأكرم وأهل بيته من كتاب أصول الكافي للكليني ويتضمن الشرح بحسب الحديث بحوثاً أخلاقية وعقائدية وفلسفية وعرفانية. كتبه بالفارسية عام 1940م وتم طبعه في مجلدين في دار طه للطباعة بقزوين، عام 1987م  وآخر طبعاته صدرت من مؤسسة تنظيم ونشر تراث الامام الخميني عام 1993 م، ويقع الكتاب في 900 صفحة.
ثم ترجمه إلى العربية محمد الغروي في مجلّد واحد، الذي تم طبعه في دار التعارف للمطبوعات والنشر والتوزيع عام 2003.وايضاً تُرجم إلى لغات أخرى.

## سبب تأليف
هناك رواية عن النبي تقول: «مَنْ حَفِظ مِنْ اُمَّتى اَرْبَعينَ حَديثا مِمّا يَحْتاجُونَ اِلَيْهِ مِنْ أَمْرِ دينِهِمْ بَعَثَهُ اللّهُ يَوْمَ الْقيامَةِ فَقيها عالِما.» ممّا ادّي إلي اهتمام لعلماء الدين علي حفظ وكتابة الأربعين حديثاً وشرحه. وذكرت هذه الرواية بطرق وأسناد متعدد ولكن بمضمون واحد، ووردت في كتب أهل السنة والشيعة على حدٍ سواء .
فدفعت هذه الرواية العلماءَ الكبار، مثل الشهيد الثاني والشيخ البهائي، إلى جمع الأحاديث وتنظيمها ونشرها، باسم الأربعين، وقام الخميني ايضاً باختيار أربعين حديثاً، تتمحور حول أمور الإنسان الدينية، ومن ثم مضى في شرحها.
أولت بعض كتب الأربعين التي دوّنها العلماء الكبار أهميةً خاصة للأحاديث الفقهيّة، فيما أعطى بعضهم الآخر أولوية خاصة للأحاديث الفلسفيّة والكلاميّة، أمّا الأربعون حديثاً للخميني فيقع في سياق المنحى الأخلاقي. وكان أكثر من ثلاثين حديثاً يتعلّق بالأمور الأخلاقيّة والعرفانية مباشرةً والباقي بصورة غير مباشرة.

## محتوى
الأربعون حديثاً أحد مؤلفات الخميني الأخلاقية والعرفانية ويضم الكتاب أربعين حديثاً من أحاديث النبي والأئمة الاثنا عشر المذكورة في كتاب أصول الكافي وشرحها بصورة مبسطة وباسلوب ادبي مؤثر.
ويشير في شرحه إلي تفسير بعض آيات القرآن الكريم، وأصول الدين والسنة المباركة، ويشرح فيه بعض الروايات المشهورة المستعصي فهمها على الناس، ويتحدث عن عرفان الله وتجلياته ومراتب الكمال التي يحصل عليها الإنسان حسب ما يؤكد عليه الإسلام بعيداً عن العرفان الدخيل على الإسلام الذي يدفع بالإنسان إلى العزلة وترك الحياة والعزوف عن المجتمع بل يرشد الإنسان إلى العرفان الأصيل على ضوء الأحاديث المأثورة عن أهل بيت النبي الذي يدعو إلى التقوى ومعرفة الله والتوكل عليه وتفويض الأمور إليه.
ويشوق فيه إلى الأعمال الصالحة ومزاولة الحياة الاجتماعية على سنة الله وسنة رسوله والابتعاد عن العصيان والتمرد على الخالق، إلى جانب هذا تولى ايضاً في شرحه للأحاديث بيان المساوئ الخلقية والعاهات النفسية الذي يتعرض لها الإنسان مع تبيان آثاره وأعراضها على الإنسان والمجتمع ويبيّن علاجها العلمي والعملي مع التأكيد علي آثار الأمراض النفسية إذا أهملها الإنسان وأجلها.
و تتحدث هذه الأحاديث عن جهاد النفس والأمراض الروحية كالغضب، والكبر، والرياء والحسد، وحب الدنيا، والوسوسة وغيرها، مع كيفية معالجة هذه الأمراض.

## ترجماته وشروحه
ترجمه إلى العربية محمد الغروي في مجلّد واحد عام 2003م وترجمه كذلك أحمد الفهري في أربعة مجلدات، تتضمّن هذه الترجمة شروحات ايضاً.
وقام بتلخيصه سامي خضرا بعنوان «زبدة الاربعين حديثا» وذلك عبر أسلوب بسيط بعيداً عن المصطلحات العلمية والأبحاث العالية والتي لا يدرك مدلولها إلا أهل الاختصاص. أما منهجه في التلخيص فيتجلى بـ إثباته أولاً لنص الحديث الذي يكون موضوعه الجهاد، أو الرزق، أو لقاء الله أو أي موضوع آخر. ثم يشرح بعض الكلمات المبهمة الذي جاءت في متن الحديث ثم يقوم بشرح المتن الذي يتحدث عن الإخلاق والسلوك وبتحديد توجهه الأخلاقي والسلوكي.
وايضا تُرجم الكتاب إلي الإنجليزية والتاميلية والاردوية والتركية والتايلندية

## اقرأ أيضا
- كتاب كشف الأسرار تأليف الخميني.
- كتاب روح التوحيد رفض عبودية غير الله تأليف علي الخامنئي.
- كتاب الفقه للمغتربين تأليف علي السيستاني.
- كتاب فلسطين في فكر الإمام خامنئي تأليف سعيد صلح ميرزائي.
- كتاب جامع السعادات تأليف ملا مهدي النراقي

## وصلات خارجية
- الاربعون حديثا مع شرح للمصطلحات الفلسفية والعرفانية والفقهية والروائية.